# Charlotte Tison
Charlotte Tison (Etterbeek, 21 aprile 1998) è una calciatrice belga, centrocampista dell'Anderlecht e della nazionale belga.

## Carriera

### Club
Charlotte Tison ha iniziato a giocare nelle squadre giovanili del K. Wolvertem. Nel 2014 si è trasferita allo Standard Liegi, dove ha giocato per due stagioni consecutive. Con la maglia biancorossa della squadra vallona ha esordito prima nell'ultima edizione (stagione 2014-2015) della BeNe League, competizione mista belga-olandese, e poi in Super League, la massima serie del campionato belga. Nei due anni allo Standard ha vinto la BeNe League e per due volte il campionato belga, facendo parte di una squadra molto giovane, ma talentuosa.
Nel 2016 ha lasciato lo Standard Liegi e si è trasferita all'Anderlecht. Con l'Anderlecht ha vinto altri tre campionati belgi di fila, esordendo anche in UEFA Women's Champions League e segnando la sua prima rete nella competizione nella vittoria sul PAOK nella fase di qualificazione dell'edizione 2019-2020.

### Nazionale
Charlotte Tison ha fatto parte delle selezioni giovanili del Belgio, giocando sette partite con la selezione Under-17 e tredici con la selezione Under-19, scendendo in campo nelle partite di qualificazione alle fasi finali dei campionati europei di categoria.
Tison era stata convocata da Ives Serneels, selezionatore della nazionale del Belgio, già nella seconda metà del 2016, ma fece il suo esordio con la maglia della nazionale in occasione dell'amichevole tra le squadre B di Francia e Belgio il 19 gennaio 2017, giocando da titolare tutta la partita. Venne poi convocata per la Cyprus Cup 2018, giocando da titolare due partite nel corso del torneo, inclusa la finale per il quinto posto contro il Sudafrica. Convocata in più occasioni nel corso del 2019 e del 2020, ha giocato una partita nella Cyprus Cup 2019 e un'altra nell'Algarve Cup 2020.

## Statistiche

### Presenze e reti nei club
Statistiche aggiornate al 16 marzo 2021.
| Stagione              | Squadra               | Campionato            | Campionato | Campionato | Coppe nazionali | Coppe nazionali | Coppe nazionali | Coppe internazionali | Coppe internazionali | Coppe internazionali | Altre coppe | Altre coppe | Altre coppe | Totale | Totale |
| Stagione              | Squadra               | Comp                  | Pres       | Reti       | Comp            | Pres            | Reti            | Comp                 | Pres                 | Reti                 | Comp        | Pres        | Reti        | Pres   | Reti   |
| --------------------- | --------------------- | --------------------- | ---------- | ---------- | --------------- | --------------- | --------------- | -------------------- | -------------------- | -------------------- | ----------- | ----------- | ----------- | ------ | ------ |
| 2014-2015             | Standard Liegi        | BeNe                  | ?          | ?          | CB              | ?               | ?               | -                    | -                    | -                    | -           | -           | -           | ?      | ?      |
| 2015-2016             | Standard Liegi        | SL                    | ?          | ?          | CB              | ?               | ?               | UWCL                 | 0                    | 0                    | -           | -           | -           | 0+     | 0+     |
| Totale Standard Liegi | Totale Standard Liegi | Totale Standard Liegi | ?          | ?          |                 | ?               | ?               |                      | 0                    | 0                    |             | -           | -           | 0+     | 0+     |
| 2016-2017             | Anderlecht            | SL                    | ?          | ?          | CB              | ?               | ?               | -                    | -                    | -                    | -           | -           | -           | 3+     | 1+     |
| 2017-2018             | Anderlecht            | SL                    | ?          | ?          | CB              | ?               | ?               | -                    | -                    | -                    | -           | -           | -           | ?      | ?      |
| 2018-2019             | Anderlecht            | SL                    | ?          | ?          | CB              | ?               | ?               | UWCL                 | 3                    | 0                    | -           | -           | -           | 3+     | 0+     |
| 2019-2020             | Anderlecht            | SL                    | ?          | ?          | CB              | ?               | ?               | UWCL                 | 5                    | 1                    | -           | -           | -           | 5+     | 1+     |
| 2020-2021             | Anderlecht            | SL                    | ?          | ?          | CB              | ?               | ?               | UWCL                 | 2                    | 1                    | -           | -           | -           | 2+     | 1+     |
| 2021-2022             | Anderlecht            | SL                    | ?          | ?          | CB              | ?               | ?               | UWCL                 | 2                    | 1                    | -           | -           | -           | 2+     | 1+     |
| Totale Anderlecht     | Totale Anderlecht     | Totale Anderlecht     | ?          | ?          |                 | ?               | ?               |                      | 12                   | 3                    |             | -           | -           | 12     | 3+     |
| Totale carriera       | Totale carriera       | Totale carriera       | ?          | ?          |                 | ?               | ?               |                      | 12                   | 3                    |             | -           | -           | 12     | 3+     |

### Cronologia presenze e reti in nazionale
| Cronologia completa delle presenze e delle reti in nazionale ― Belgio | Cronologia completa delle presenze e delle reti in nazionale ― Belgio | Cronologia completa delle presenze e delle reti in nazionale ― Belgio | Cronologia completa delle presenze e delle reti in nazionale ― Belgio | Cronologia completa delle presenze e delle reti in nazionale ― Belgio | Cronologia completa delle presenze e delle reti in nazionale ― Belgio | Cronologia completa delle presenze e delle reti in nazionale ― Belgio | Cronologia completa delle presenze e delle reti in nazionale ― Belgio |
| Data                                                                  | Città                                                                 | In casa                                                               | Risultato                                                             | Ospiti                                                                | Competizione                                                          | Reti                                                                  | Note                                                                  |
| --------------------------------------------------------------------- | --------------------------------------------------------------------- | --------------------------------------------------------------------- | --------------------------------------------------------------------- | --------------------------------------------------------------------- | --------------------------------------------------------------------- | --------------------------------------------------------------------- | --------------------------------------------------------------------- |
| 19-1-2017                                                             | Clairefontaine-en-Yvelines                                            | Francia                                                               | 1 – 2                                                                 | Belgio                                                                | Amichevole                                                            | -                                                                     | squadre B                                                             |
| 11-4-2017                                                             | Lovanio                                                               | Belgio                                                                | 5 – 0                                                                 | Scozia                                                                | Amichevole                                                            | -                                                                     | 90’                                                                   |
| 2-3-2018                                                              | Larnaca                                                               | Spagna                                                                | 1 – 2                                                                 | Belgio                                                                | Cyprus Cup 2018                                                       | -                                                                     |                                                                       |
| 5-3-2018                                                              | Larnaca                                                               | Belgio                                                                | 2 – 0                                                                 | Austria                                                               | Cyprus Cup 2018                                                       | -                                                                     | 90’                                                                   |
| 7-3-2018                                                              | Larnaca                                                               | Sudafrica                                                             | 1 – 2                                                                 | Belgio                                                                | Cyprus Cup 2018 - Finale 5º posto                                     | -                                                                     |                                                                       |
| 6-3-2019                                                              | Larnaca                                                               | Austria                                                               | 0 – 0 (2 - 3 dtr)                                                     | Belgio                                                                | Cyprus Cup 2019 - Finale 3º posto                                     | -                                                                     |                                                                       |
| 4-3-2020                                                              | Parchal                                                               | Nuova Zelanda                                                         | 1 – 1 (7 - 6 dtr)                                                     | Belgio                                                                | Algarve Cup 2020 - Prima fase                                         | -                                                                     | 46’                                                                   |
| 21-2-2021                                                             | Aquisgrana                                                            | Germania                                                              | 2 – 0                                                                 | Belgio                                                                | Amichevole                                                            | -                                                                     |                                                                       |
| 8-4-2021                                                              | Bruxelles                                                             | Belgio                                                                | 0 – 2                                                                 | Norvegia                                                              | Amichevole                                                            | -                                                                     |                                                                       |
| 17-9-2021                                                             | Danzica                                                               | Polonia                                                               | 1 – 1                                                                 | Belgio                                                                | Qual. Mondiali 2023                                                   | -                                                                     | 45’ 57’                                                               |
| 21-10-2021                                                            | Lovanio                                                               | Belgio                                                                | 7 – 0                                                                 | Kosovo                                                                | Qual. Mondiali 2023                                                   | -                                                                     | 46’                                                                   |
| 16-6-2022                                                             | Wolverhampton                                                         | Inghilterra                                                           | 3 – 0                                                                 | Belgio                                                                | Amichevole                                                            | -                                                                     | 46’                                                                   |
| 28-6-2022                                                             | Lier                                                                  | Belgio                                                                | 6 – 1                                                                 | Lussemburgo                                                           | Amichevole                                                            | -                                                                     |                                                                       |
| Totale                                                                |                                                                       | Presenze                                                              | 13                                                                    |                                                                       | Reti                                                                  | 0                                                                     |                                                                       |

## Palmarès

### Club
- Campionato belga: 7

Standard Liegi: 2014-2015, 2015-2016
Anderlecht: 2017-2018, 2018-2019, 2019-2020, 2020-2021, 2021-2022
- BeNe League: 1

Standard Liegi: 2014-2015

### Nazionale
- Pinatar Cup: 1

2022